# 나쁜여자 착한여자
《나쁜여자 착한여자》는 2007년 1월 1일부터 2007년 7월 13일까지 방영한 문화방송 일일연속극이다. MBC 일일연속극은 전작 《얼마나 좋길래》 중후반부부터 7시 45분에 편성됐으나 첫 회부터 7시 45분 편성된 것으로 치자면 해당 작품이 처음이었다.

## 기획 의도
6년 동안 불륜 관계를 지속한 남녀와 배우자들의 충격을 다룬 드라마

## 줄거리
세영은 어린 시절 사고로 부모와 남동생을 잃고 어머니의 친한 친구인 경선의 도움으로 고등학교를 졸업하였다. 경선의 지지 속에 세영은 경선의 아들인 소아과 의사 건우와 결혼한다. 건우에게는 딸 진아가 있었지만, 세영은 자신과 같이 엄마 없이 자라는 진아에 대한 애틋함에 결혼을 택했다. 치매인 시할머니 송 여사까지 모시고 살지만 전업주부 세영은 시댁 식구들과 밝게 살아간다. 다만 임신을 하고 싶으나 그게 뜻대로 되지 않는 상황이다.
진아는 건우와 산부인과 의사 서경 사이에 태어난 딸이다. 과거, 건우와 서경은 결혼하려고 했으나 서경의 아버지 윤 회장은 건우의 아버지를 죽게 한 원수였기에 양쪽 집안의 반대에 부딪혔다. 둘은 임신까지 해서 진아를 낳았지만 결혼 허락을 받지 못하고 헤어져야 했다. 이후 건우는 어머니가 원하는 상대인 세영과 결혼했고, 서경은 아버지가 원하는 상대인 태현과 결혼하여 아들 우람을 두었다.
각각 결혼한 채 재회한 건우와 서경은 6년간 불륜관계를 갖게 되고, 그 사실이 밝혀지며 가정이 발칵 뒤집힌다. 그러나 불륜 사실이 드러났음에도 건우와 서경은 배신감에 휩싸인 배우자들에게 새출발을 위한 이혼을 요구한다. 이혼을 거부하던 태현은 사업이 망하자 서경을 놓아준다. 역시 이혼을 거부하던 세영은 임신 사실을 알게 되지만 이에도 건우는 이혼을 요구하고, 결국 세영은 유산한다. 분노한 세영은 이혼 도장을 찍어주며 건우와 서경을 응징하고 간통죄로 고소하지만, 서경의 사과로 고소를 취하한다.
이혼 후, 세영은 영아원에서 아이들을 돌본다. 건우는 태현이 사들인 병원에서 일하는 굴욕을 맛보고, 서경 또한 아들 우람을 태현의 약혼녀이자 광기 어린 소영에게 뺏기는 고통을 겪는다. 상황에 지쳐 변심한 서경은 건우의 의료사고 보상금을 해결해주며 이별을 통보하고, 건우는 엎친 데 덮친 격으로 망막색소변성 진단을 받아 실명 위기에 처한다. 인생에 실패한 건우는 세영에게 위자료 명목으로 5억원을 요구하고, 서경은 태현에 대한 사랑을 깨닫고 가정으로 돌아가기로 결심한다.
소영의 우람에 대한 거듭되는 폭력과 거짓 임신으로 실망한 태현은 소영과 이별하고 서경과 재결합하기로 결심한다. 소영은 태현과 우람이 친자 관계가 아니라는 유전자 검사서를 조작한 것이 탄로나자 우람을 납치하지만, 결국 사고로 목숨을 잃는다. 재결합에 성공한 서경은 태현, 우람과 미국으로 떠나고 건우는 충격으로 정신병원에 입원하지만 2년 후 의사로 복귀한다. 세영은 '미혼모의 집'을 설립하고 미혼모들의 아기들을 돌보며 살아간다. 건우는 상금으로 받은 2000만원을 세영의 시설에 기부하고, 가족의 초대로 건우의 집을 찾아간 세영이 건우와 만나며 화해를 암시하면서 드라마는 막을 내린다.

## 등장인물

### 주요 인물
- 최진실 : 이세영 역 - 송건우의 아내, 결혼 6년차 전업주부, 천애고아
- 이재룡 : 송건우 역 - 이세영의 남편, 소아과 원장
- 성현아 : 윤서경 역 - 김태현의 아내, 산부인과 의사, 건우의 내연녀
- 전노민 : 김태현 역 - 윤서경의 남편, 건축업자

### 건우네 가족
- 김용림 : 송 여사 역 - 경선의 시어머니, 치매를 앓는 중
- 이효춘 : 이경선 역 - 건우의 홀어머니
- 김지우 : 송지우 역 - 건우의 여동생, 프로그램 제작자
- 하승리 : 송진아 역 - 건우와 세영의 외동딸

### 태현네 가족
- 백일섭 : 김봉달 역 - 태현의 아버지, 자산가
- 남윤정 : 최말자 역 - 태현의 어머니
- 채진건 : 김태욱 역 - 태현의 남동생, 코스튬 제작자, 지우의 연인
- 이윤미 : 김태희 역 - 태현의 여동생, 노처녀
- 이상길 : 김우람 역 - 서경의 아들

### 그 외 인물
- 유서진 : 이소영 역 - 서경의 직장동료, 태현을 짝사랑 중
- 경준 : 한상진 역 - 건우의 소아과 후배, 태희의 연인
- 신동미 : 장지선 역 - 지우의 대학 선배, 프로덕션 운영
- 김예령 : 윤정희 역 - 사기 전과범, 미자의 이모
- 황금희 : 미자 역 - 봉달 사무실 직원
- 한인수 : 윤춘식 회장 역 - 서경의 아버지
- 박혜원 : 순해 역 - 홈쇼핑 모델 겸 직원, 지우-태욱과 삼각관계
- 이지영 : 전실장 역 - 윤회장의 비서
- 신신애 : 귀옥 역 - 세영이 일하는 식당 주인
- 이신애 : 어린시절 이세영 역
- 이계인 : 톱모델 역 (특별출연)

## 시청률
AGB닐슨 미디어리서치에 따르면, 16.1%의 시청률로 출발한 나쁜여자 착한여자의 평균 시청률은 18.7%, 최고 시청률은 24.6%(2007년 5월 24일), 마지막회 시청률은 21.5%(TNS미디어코리아 조사에 따르면 23.1%)이다.

## 참고 사항
- 고아 출신 전업주부 이세영의 홀로서기 과정을 주축으로 하여 시청자로 하여금 결혼 제도와 부부의 의미에 대해 생각할 거리를 제공하였다.[4]
- 최진실의 첫 일일 드라마 출연이었다.[5]
- 채시라, 조재현이 최진실의 상대역으로 거론되었으나 채시라는 출산 준비, 조재현은 영화 촬영을 이유로 고사했다.[6]
- 송지우 역에는 당초 박은혜가 낙점되었으나 김지우로 교체되었는데,[7] 그에 따라 KBS에서 제안받은 TV소설 《순옥이》는 고사할 수밖에 없었다.[8]
- 이홍구 작가는 1997년 MBC 일일연속극 《세 번째 남자》 이후 10년 만에 MBC 드라마를 집필하였다.[9]

## 논란
- 이홍구 작가는 파국적 내용으로 인한 출연자와 시청자들의 불만에 "처음 드라마를 시작할 때부터 이 드라마의 주제는 '용서'라고 잡았다. 연기자들이 힘들어 하는 것도 결국 캐릭터의 양면성 때문인데 그렇게 의도한 부분이 있다. 일일극이라서 정도가 심한 부분도 있지만 일일극이라서 톤을 조정한 부분도 있다."라고 말했다.[10]
- 2007년 1월 서울시 의사회는 명예가 훼손되었다며 방송금지 가처분 신청을 법원에 내기도 했다. 서울시 의사회는 "의사들의 불륜을 소재로 삼아 의사 집단 전체의 명예를 훼손했다"며 방송 중단과 사죄 광고를 요구했다.
- 이에 대해 MBC 측은 "각종 법정 다툼이 남발되면서 표현의 자유 침해 등 사회적 비용 소모도 늘어나는 추세이다. 드라마 자체의 품질과 무관하게 법리적 논란에 휩쓸리는 일은 줄어드는 게 바람직하다"고 대응했다. 이후 서울시 의사회는 방송위원회에 심의를 요구하면서 방송금지 가처분 신청은 취하했다.[11]
- 이 작품은 방송 초반부터 가족 시청 시간대에 방송하기에 부적절한 내용과 장면이 많다는 비판을 받아오다가 2007년 2월 방송위원회로부터 경고 조치를 받았고 같은 해 5월 민주언론시민연합 방송모니터위원회로부터 '이달의 유감방송'에 선정되는 불명예를 안았다.[12]
- 2007년 1월 1일부터 5일, 17일 방영분에서 선정적 장면과 대사를 내보내 방송위원회로부터 '경고' 조치를 받았다.[13]